# 信貴幼稚園
信貴幼稚園（しぎようちえん）は、奈良県三郷町に所在する私立幼稚園。

## 沿革
- 1968年（昭和43年） - 信貴幼稚園設立[1]。

## 主な年間行事
出典
- 園外保育（5月）
- 七夕まつり（7月）
- 信貴山詣り（8月）
- 運動会（9月）
- 創立記念日（11月）
- 節分（2月）

## アクセス
- 近畿日本鉄道 勢野北口駅（近鉄生駒線）から徒歩10分[1]